# Gerhardshofen
Gerhardshofen är en kommun och ort i Landkreis Neustadt an der Aisch-Bad Windsheim i Regierungsbezirk Mittelfranken i förbundslandet Bayern i Tyskland.
Kommunen ingår i kommunalförbundet Uehlfeld tillsammans med köpingarna Dachsbach och Uehlfeld.